# 3770 Нізамі
3770 Нізамі (3770 Nizami) — астероїд головного поясу, відкритий 24 серпня 1974 року.
Тіссеранів параметр щодо Юпітера — 3,641.